# Electronica 1: The Time Machine
Electronica 1: The Time Machine es el décimo quinto álbum de estudio del compositor francés de música electrónica Jean-Michel Jarre. Este nuevo trabajo musical se publicó el 16 de octubre de 2015 por Columbia Records. Es el primer disco de un trabajo de dos volúmenes titulado E-Project.

## Detalles
Ha sido grabado con la ayuda de 15 artistas independientes, incluyendo Vince Clarke, Moby, Gesaffelstein, M83, Armin Van Buuren, John Carpenter, Robert "3D" Del Naja de Massive Attack  y por último con Edgar Froese de Tangerine Dream, cuya colaboración fue una de los últimos proyectos de Froese antes de su fallecimiento en enero de 2015.
El primer anuncio de un nuevo trabajo de Jarre fue el 20 de abril de 2015 cuando él anunció su colaboración con el productor francés Gesaffelstein en un nuevo tema llamado Conquistador. El 15 de mayo una segunda colaboración, esta vez con M83 llamada Glory fue anunciada, con un videoclip del tema lanzado el 23 de junio del mismo año. Una tercera colaboración, esta vez con Edgar Froese de Tangerine Dream fue anunciada el 22 de junio de 2015.
Las colaboraciones fueron producidas en un periodo de meses antes de que el mismo álbum fuera finalmente anunciado por Jarre en su cuenta de Twitter como E-Project el 10 de julio de 2015. Este es el primer lanzamiento de estudio de Jarre desde 2008 con su álbum Oxygene: New Master Recording. Las preventas fueron anunciadas en iTunes, Amazon.com y Spotify, como también dos box sets de edición limitada.
En agosto de 2015 nuevos detalles del álbum fueron informados; como su título oficial Electronica 1: The Time Machine, además del nuevo single If...! con Little Boots. Un tráiler acerca de Electronica 1 muestra a Jarre hablando acerca del concepto del disco y cómo fue concebido. Meses después se conoció la noticia de que un segundo volumen de Electronica sería lanzado en el primer semestre de 2016.

## Antecedentes
En una entrevista con Billboard, Jean Michel Jarre habló sobre el disco:[cita requerida]

He querido contar una historia por un tiempo acerca de la historia de la música electrónica y su legado desde mi punto de vista y mi experiencia. Planeé componer y colaborar con variados artistas, quienes están, relacionados directa o indirectamente con esta escena musical, con gente que admiro por su singular contribución a nuestro género, que representa una fuente de inspiración más allá de las cuatro décadas en las cuales he hecho música, pero a la vez quienes han desarrollado un tipo de sonido único que, instantáneamente, se ha hecho reconocido. Al principio, no tenía idea de cómo este proyecto evolucionaría, pero estuve encantado al saber que todos a quienes invité a participar aceptaron de inmediato.

## Secretos
El espectrograma de la pista Continuous Mix contiene varios secretos ocultos. El usuario AudioLab en el foro rt22.mybb3.ru reveló que en la onda sonora es posible apreciar frases encriptadas como “Ancient Astronauts” — antiguos astronautas, o “Always trust you Vision” — siempre confía en tu visión, así mismo también aparece un retrato de Jarre y una secuencia de bits desconocida. Posteriormente aquella secuencia de bits fue desencriptada por Jan Szulew quien reveló que se trataba de dos cadenas binarias de 32 bits que representan los números del punto flotante de las coordenadas del WGS84 — la latitud y longitud respectivamente. Las coordenadas encontradas apuntan al centro del Obelisco de Luxor en la Plaza de la Concordia, donde Jean-Michel dio su primer concierto titulado Place de la Concorde en 1979.
Después de anunciar públicamente este hallazgo, Jean-Michel Jarre felicitó al fan e invitó al resto a indagar el segundo volumen de Electronica ya que también esconde varios secretos.

## Lista de temas

### Edición Estándar
| Electronica 1: The Time Machine |                                            |                                               |          |  |
| N.º                             | Título                                     | Autor(es)                                     | Duración |  |
| 1.                              | «The Time Machine (Ft. Boys Noize)»        | Jarre / Alexander Ridha                       | 3:52     |  |
| 2.                              | «Glory (Ft. M83)»                          | Jarre / Anthony González                      | 3:56     |  |
| 3.                              | «Close Your Eyes (Ft. Air)»                | Jarre / Nicholas Godin / Jean-Benoit Dunckel  | 6:24     |  |
| 4.                              | «Automatic — Pt. 1 (Ft. Vince Clarke)»     | Jarre / Vince Clarke                          | 3:09     |  |
| 5.                              | «Automatic — Pt. 2 (Ft. Vince Clarke)»     | Jarre / Vince Clarke                          | 2:58     |  |
| 6.                              | «If... (Ft. Little Boots)»                 | Jarre / Victoria Hesketh                      | 2:57     |  |
| 7.                              | «Immortals (Ft. Fuck Buttons)»             | Jarre / Benjamin Power / Andrew Hung          | 4:30     |  |
| 8.                              | «Suns Have Gone (Ft. Moby)»                | Jarre / Richard Melville Hall                 | 5:47     |  |
| 9.                              | «Conquistador (Ft. Gesaffelstein)»         | Jarre / Mike Lévy                             | 3:07     |  |
| 10.                             | «Travelator — Pt. 2 (Ft. Pete Townshend)»  | Jarre / Pete Townshend                        | 3:06     |  |
| 11.                             | «Zero Gravity (Ft. Tangerine Dream)»       | Jarre / Edgar Froese                          | 6:46     |  |
| 12.                             | «Rely On Me (Ft. Laurie Anderson)»         | Jarre / Laurie Anderson                       | 2:56     |  |
| 13.                             | «Stardust (Ft. Armin Van Buuren)»          | Jarre / Armin Van Buuren                      | 4:36     |  |
| 14.                             | «Watching You (Ft. Massive Attack)»        | Jarre / Robert “3D” del Naja / Euan Dickinson | 4:05     |  |
| 15.                             | «A Question Of Blood (Ft. John Carpenter)» | Jarre / John Carpenter                        | 3:00     |  |
| 16.                             | «The Train & The River (Ft. Lang Lang)»    | Jarre / Lang Lang                             | 7:13     |  |
| 68:22                           |                                            |                                               |          |  |

### Edición deiTunes
| Electronica 1: The Time Machine (iTunes Edition) |                                    |                          |          |  |
| N.º                                              | Título                             | Autor(es)                | Duración |  |
| 17.                                              | «Continuous Mix»                   | Jarre                    | 70:27    |  |
| 18.                                              | «Glory (Ft. M83) [Video]»          | Jarre / Anthony González | 3:07     |  |
| 19.                                              | «If... (Ft. Little Boots) [Video]» | Jarre / Victoria Hesketh | 2:59     |  |

## Electronica 2
Junto con el anuncio de este nuevo álbum se confirmó que habría un segundo volumen llamado, consecutivamente, Electronica 2 (sin anunciar el título característico), el cual sería publicado en el primer semestre de 2016. Se creó una promoción especial para quienes adquieren unos de los tipos de box sets de Electronica 1, cada uno de estos box sets incluyen exclusiva tarjeta enmicada para adquirir Electronica 2 en su preventa. Poco a poco con el transcurso de los meses se fueron conociendo nuevos detalles de esta secuela de Electronica. Finalmente, el 19 de febrero de 2016 se dieron a conocer el título del álbum — Electronica 2: The Heart of Noise —  la lista de temas con sus respectivas colaboraciones. Esta producción cuenta con la participación de artistas como Cindy Lauper, Gary Numan, Hans Zimmer, Julia Holter y Peaches. También en esa fecha se publicó como singles los dos primeros temas del álbum, «The Heart of Noise» — Part 1 (con Rone) y Part 2.

## Premios
Electronica 1 fue nominado a los Premios Grammy, en la categoría de Mejor Álbum de Dance/Electrónica, en la 59° entrega de este galardón que se celebró el 12 de febrero de 2017. Esta es la primera nominación de Jarre a este premio.